# Ecnomus africanus
Ecnomus africanus är en nattsländeart som beskrevs av Martin E. Mosely 1932. Ecnomus africanus ingår i släktet Ecnomus och familjen trattnattsländor. Inga underarter finns listade i Catalogue of Life.